# 内田晴子
内田 晴子（うちだ はるこ、1977年3月21日 - ）は、日本の女優、声優。埼玉県出身。地球儀所属。以前はスターダス・21に所属していた。

## 出演作品

### 映画
- ちちり監督：五十嵐匠
- フラガール - 岩田律子役 監督：李相日
- ホールド・アップ・ダウン 監督：SABU
- 浪子 （自主制作映画） 監督：内田晴子

### テレビ
- 鹿鳴館
- ティーンズネットワーク
- ゴッドタン 気持ちよく泣かせるキャパクラ 女性客

### 舞台
2011年 
- パークノースシアターvol.14「町工場チョビ髭てん次」（大井町駅前　きゅりあん小ホール 作・演出：高橋テツ）
- シアターχ(カイ)提携公演 ウンプテンプ・カンパニー第10回公演　音楽はいつ鳴り響くの「ベルナルダ・アルバの家」（東京両国シアターχ(カイ) 台本・演出：長谷トオル）
- 乙女企画クロジ☆第10回記念公演「異説　金瓶梅」（シアターサンモール 原作：笑笑生 演出：三浦佑介(サルとピストル)）
- アニータ（スターダス・21アトリエ企画vol.1 作・演出：西山聡）
- 風待ち（R-vive 作・演出：藤井ごう）
- 雨フル町ノ童話（作・演出：藤井ごう）
- A Secret Society〜15年後（R-vive企画其の八 演出：藤井ごう）
- アイスクリームマン（文学座アトリエ 作：岩松了 演出：坂口芳貞）
- 闇に咲く花（文学座アトリエ 作：井上ひさし 演出：岩村久雄）
- OUR COUNTRY'S GOOD（文学座アトリエ 演出：松本裕子）
- to be a bird（R-vive企画 阿佐ヶ谷アルシェ 演出：藤井ごう）
- 素晴らしきこの世界（愛情爆弾 シアターブラッツ）
- すっ天天! 朝日通り（WENZスタジオ 演出：丹治大吾）
- がらくた（愛情爆弾 新宿モリエール 作：芝原雅博 演出：久裏卓）

### 吹き替え

#### ドラマ
- アンフォゲッタブル 完全記憶捜査
- アンダー・ザ・ドーム（キャロリン・ヒル）
- ER XIV 緊急救命室 #19（ナツキ・バーセニラ〈モモ・ヤシマ〉）
- ER XV 緊急救命室 #12（ギッブス〈エンジェル・パーカー〉）、#19（スージー・ネプシー〈ヨランダ・スノーボール〉）
- エマ 〜恋するキューピッド〜（ミス・ベイツ）
- CSI:ニューヨーク
- ジャイアント
- WITHOUT A TRACE/FBI 失踪者を追え!シーズン5（ミアの母）
- 名探偵モンク7（軍人の娘）
- クローザー4
- 私はラブ・リーガル
- ミディアム7 最終章
- 救命医ハンク3 セレブ診療ファイル
- ビクトリアス
- クリミナル・マインド7 FBI行動分析課

#### 映画
- オズ はじまりの戦い
- スイート16 キャンドルに願いを
- ディセント2（ジュノ）
- 監獄島（サラ）
- パンデミック・アメリカ（シャロン）
- チョイス!（ガリーナ）
- 美人ライターレーンの恋愛記事

#### アニメ
- おさるのジョージ（マリッツァ）

### ゲーム
- 龍が如く0 誓いの場所（2015年3月12日、セガ）